# 天主教埃雷欣教区
天主教埃雷欣教區（拉丁語：Dioecesis Ereximensis）是巴西一個天主教教區，位於東南部南大河州北部，包括三十個市。此教區屬帕蘇豐杜總教區。
教區於1971年5月27日成立，2006年時有172,000名教友，佔總人口78.9%。教區有廿八個堂區和五十位司鐸。現任教區主教為阿迪米爾·安多尼·馬扎利，榮休主教為吉羅尼莫·扎南德雷阿。